# Knautia subscaposa
Knautia subscaposa é uma espécie de planta com flor pertencente à família Dipsacaceae. 
A autoridade científica da espécie é Boiss. & Reut., tendo sido publicada em Pugillus Plantarum Novarum Africae Borealis Hispaniaeque Australis 53. 1852.

## Portugal
Trata-se de uma espécie presente no território português, nomeadamente os seguintes táxones infraespecíficos:
- Knautia subscaposa var. subscaposa - presente em Portugal Continental. Em termos de naturalidade é endémica da Península Ibérica. Não se encontra protegida por legislação portuguesa ou da Comunidade Europeia.